# Bahnhof Herzberg (Harz)
Der Bahnhof Herzberg (Harz) ist ein Bahnhof an der Bahnstrecke Northeim–Nordhausen und der hier abzweigenden Bahnstrecke nach Seesen. Die früher hier beginnenden Strecken nach Siebertal und Bleicherode sind stillgelegt. Herzberg (Harz) ist neben dem Haltepunkt Herzberg Schloß eine der letzten beiden Eisenbahnzugangsstellen im Stadtgebiet von Herzberg am Harz.

## Lage
Der Bahnhof liegt südwestlich der Herzberger Innenstadt direkt an der Landesstraße L 530; in etwa einem Kilometer Entfernung liegen die Bundesstraßen 243 und 27. Im Westen des Bahnhofs befindet sich der Stadtteil Aue, im Norden der Stadtteil Kastanienplatz. Im Südwesten werden die Gleisanlagen durch den Häxgraben begrenzt.

## Name
Der Bahnhof heißt offiziell „Herzberg (Harz)“. In Herzberg selbst wird er jedoch nur als „Hauptbahnhof“ bezeichnet, wohingegen der Haltepunkt „Herzberg Schloß“ als „Schlossbahnhof“ bezeichnet wird.
Anfang 2015 wurden im Zuge des Umbaus des Personenbahnhof die typischen blauen Stationsschilder installiert, allerdings nicht mit Bahnhofsnamen Herzberg (Harz), sondern mit dem Stadtnamen Herzberg am Harz als Aufschrift.

## Geschichte

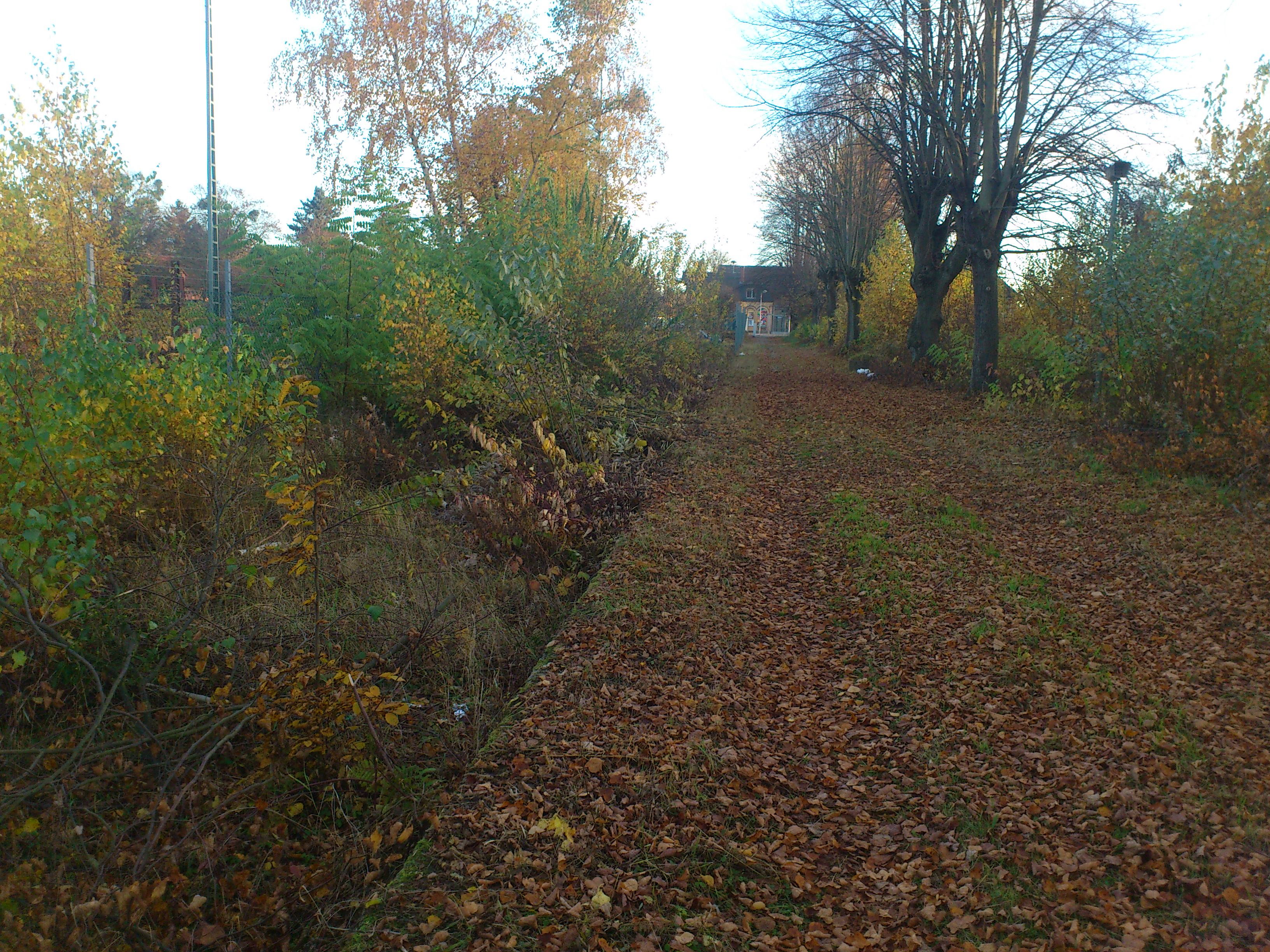
Ehemaliger Bahnsteig an einem Gleis, das von der Strecke von Seesen abzweigte (2015)

Am 1. Dezember 1868 wurde die Südharzstrecke von Northeim bis Herzberg fertiggestellt, bis zum 1. August 1869 war Herzberg Endstation dieser Strecke. Dann wurde die Strecke bis Nordhausen verlängert. Am 10. Oktober 1870 folgte die Eröffnung der Strecke nach Osterode am Harz, welche am 1. September 1871 bis Seesen fertiggestellt wurde. Zum 10. Juli 1884 wurde ebenfalls die Bahnstrecke Scharzfeld–St. Andreasberg fertiggestellt, deren Verkehr vorwiegend bis bzw. über Herzberg geleitet wurde. Am 1. November 1911 wurde die Strecke nach Bleicherode-Ost eröffnet. 1913 wurde eine Strecke nach Sieber und weiter begonnen, die allerdings kriegsbedingt nicht fortgeführt wurde. Am 1. Dezember 1931 schließlich wurde auf der begonnenen Trasse eine dem Güterverkehr dienende Strecke bis ins Siebertal zur Gemeinde Lonauerhammerhütte zur damaligen Osthushenrich-Papierfabrik (heute Smurfit Kappa Group) in Betrieb genommen.
Damit erlangte der Bahnhof Herzberg sein Höchstausmaß und wurde ein bedeutender Eisenbahnknotenpunkt. 1944 wurde nördlich des Bahnhofes, im Stadtteil Kastanienplatz, ein Verbindungsgleis zwischen der Südharz- und der Westharzstrecke geplant, um ein Kopfmachen von Güterzügen im Bahnhof zu vermeiden. Dieser Bau wurde aber nicht mehr umgesetzt.
Bedingt durch die deutsche Teilung wurde die Strecke in Richtung Bleicherode 1945 am Rand von Zwinge geteilt. Da der Betrieb dieser „Sackgasse“ mit der Zeit immer unrentabler wurde, wurde der Personenverkehr auf der Reststrecke schrittweise zum 27. Mai 1961 eingestellt, der Güterverkehr folgte dann am 30. Januar 1982. Zum 31. Dezember 1994 wurde die Strecke zum Siebertal ebenfalls stillgelegt.

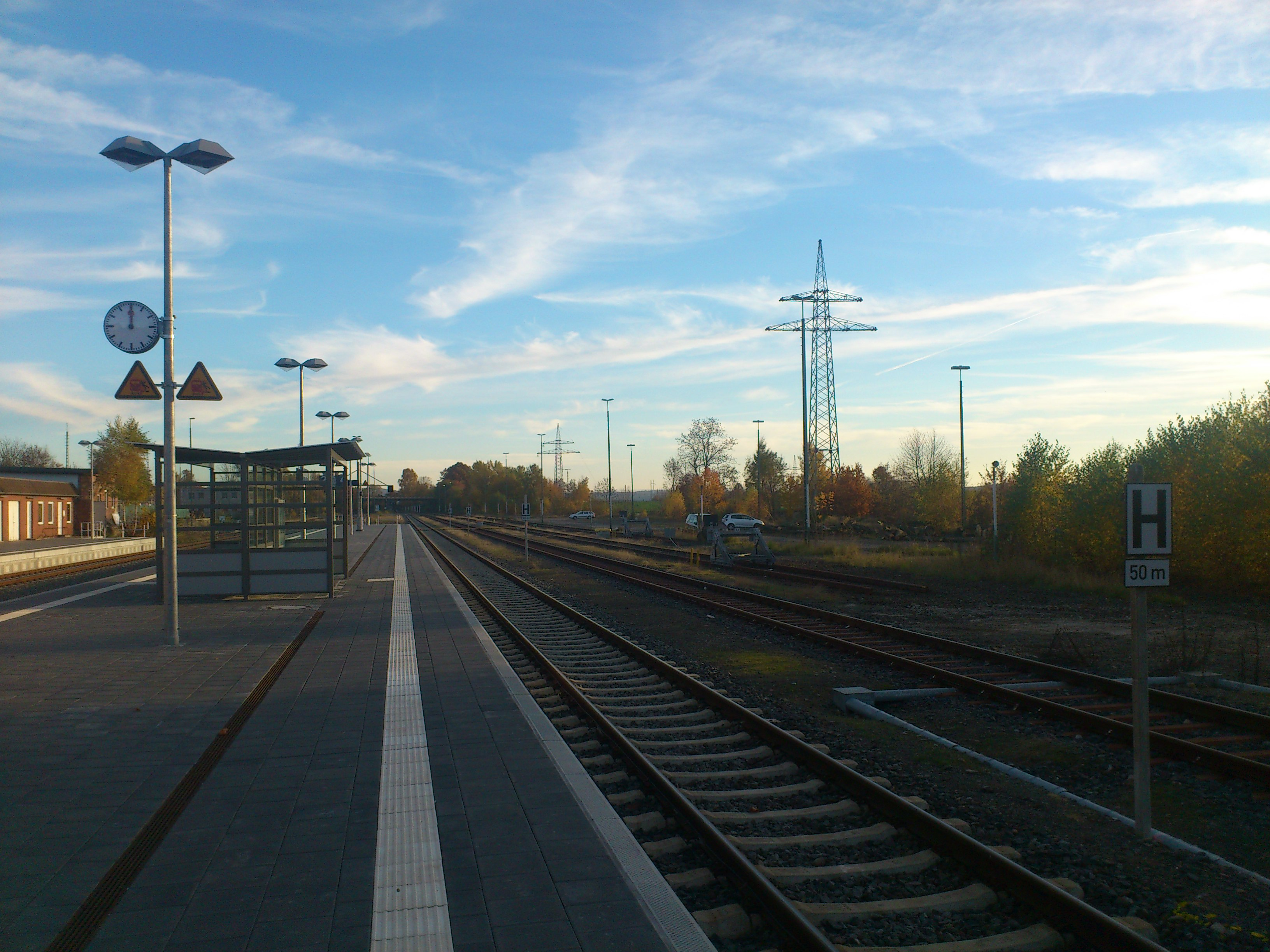
Blick vom Inselbahnsteig auf den Rangierbahnhof mit dem 2015 errichteten Hochspannungsmast (2015)

In den 2000er-Jahren wurden die kompletten Gleisanlagen erneuert und die Rangieranlagen zurückgebaut.
Mittelfristig sollen der Bahnhof und die verbliebenen Strecken an ein elektronisches Stellwerk in Göttingen angeschlossen werden.

### Gegenwärtiger Zustand
Das Gleis zur Papierfabrik wurde nie abgebaut und wird im Bereich der Bahnhofsausfahrt noch als Abstellgleis genutzt. Die Strecke nach Bleicherode wurde bis Hilkerode fast vollständig zum Radweg umgebaut.

## Bahnhofsteile

### Personenbahnhof

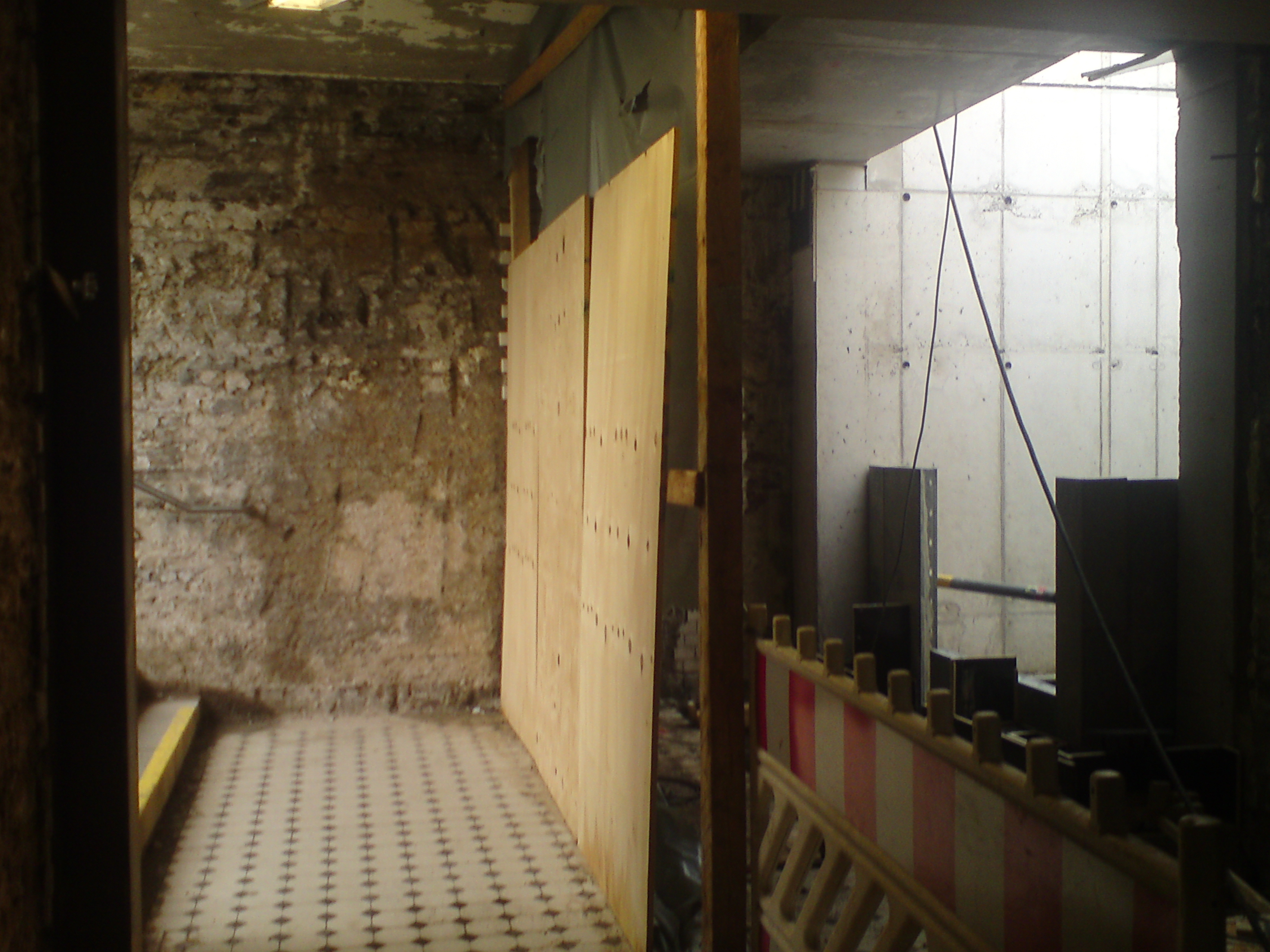
Gut sichtbar: Der Fahrstuhl-Neubau (2014)

In den Jahren 2014 und 2015 wurde der Bahnhof im Rahmen des Projekts Niedersachsen ist am Zug II für rund 3,9 Millionen Euro barrierefrei ausgebaut: Seit 2015 verfügen die drei Bahnsteigkanten über eine Höhe von 55 Zentimetern und eine Länge von 140 Metern sowie über Aufzüge am Hausbahnsteig (Gleis 1) und auf dem Inselbahnsteig (Gleise 2 und 4). Daher wurde auch die Personenunterführung unter den Gleisen 1 und 2 saniert. Die Bahnsteige wurden mit einem taktilen Wegeleitsystem versehen. Auf jedem Bahnsteig wurde ein Dynamischer Schriftanzeiger installiert, der über Verspätungen und andere Fahrplanabweichungen informiert.
Während der Umbauzeit von rund einem halben Jahr blieb der Fahrplan bestehen. Es sollte unter rollendem Verkehr und auch nachts gebaut werden. Die Bauarbeiten waren Mitte 2015 fertiggestellt; Anfang November 2015 wurden auch die Aufzüge in Betrieb genommen, nachdem die Freigabe zuvor verzögert wurde.

#### Bahnhofsgebäude
Das Gebäude an Gleis 1 wurde 2003 von der Deutschen Bahn an Patron Elke Sàrl mit Sitz in Luxemburg verkauft. Seitdem befand sich ein Kiosk im Gebäude, der aber seit 2016 geschlossen ist. Am Eingang auf der Straßenseite befindet sich ein Graffitikunstwerk mit der Aufschrift „Mein Traum am Gleis“.

### Rangierbahnhof

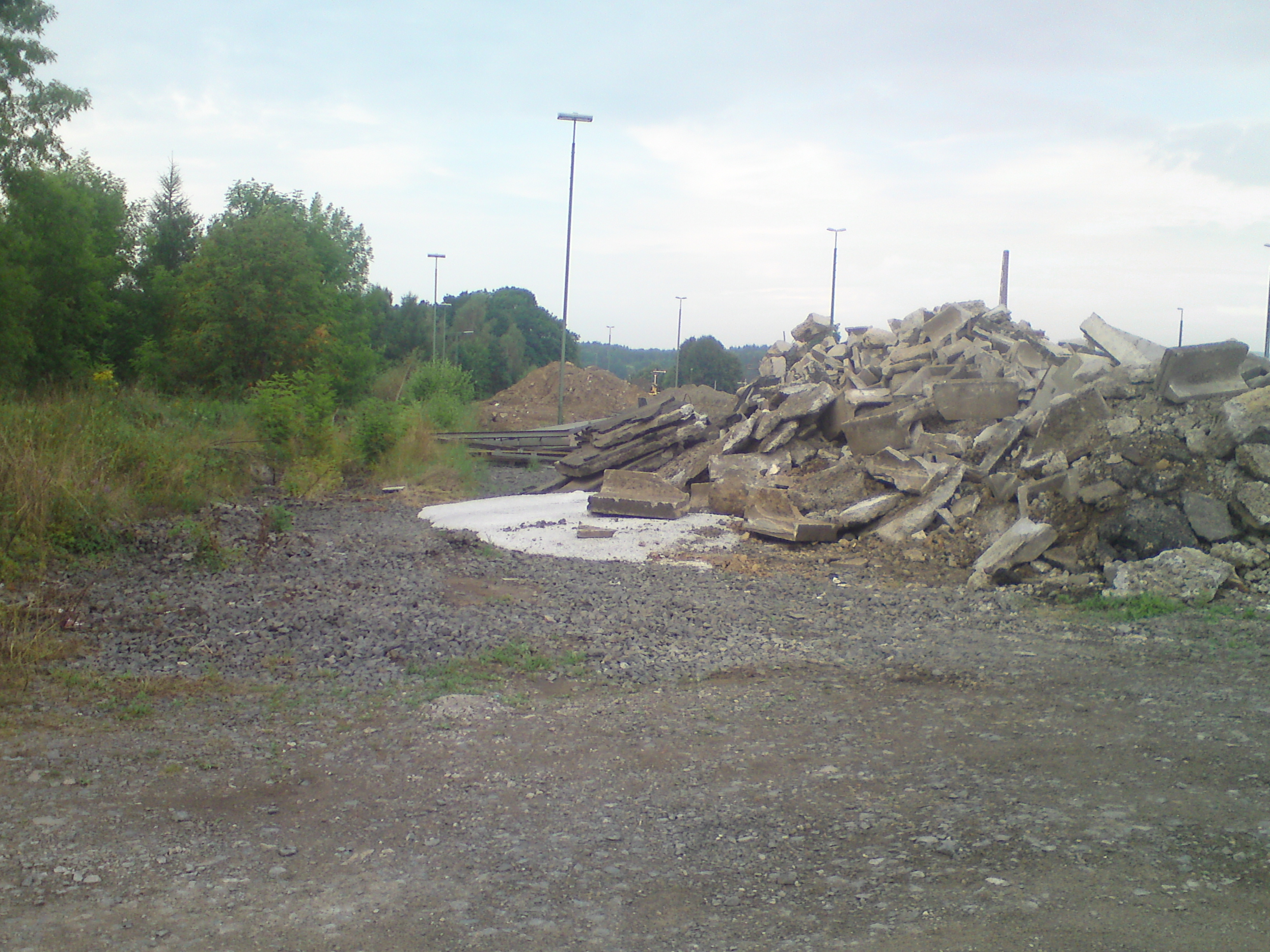
Der ehem. Rangierbahnhof während der Umbauzeit (2014)

Das ehemalige Rangierbahnhofsgelände südwestlich der Bahnsteige wird nicht mehr genutzt. Die nicht mehr benötigten Gleisanlagen wurden in den 2000er Jahren entfernt. Eine Ausnahme bilden die Gleise 5, 6 und 7: Gleis 5 ist ein Überholgleis direkt neben dem Bahnsteiggleis 4. Gleise 6 und 7 sind Reste der ehemals insgesamt neun Abstellgleise und werden noch als Abstellgleise für ungenutzte Waggons verwendet.
Früher war an Gleis 14 noch ein Industriegelände in Herzberger Stadtteil „Aue“ angeschlossen. Auf dessen Gelände sind die Gleise sowie ein Prellbock noch vorhanden.

### Güterbahnhof

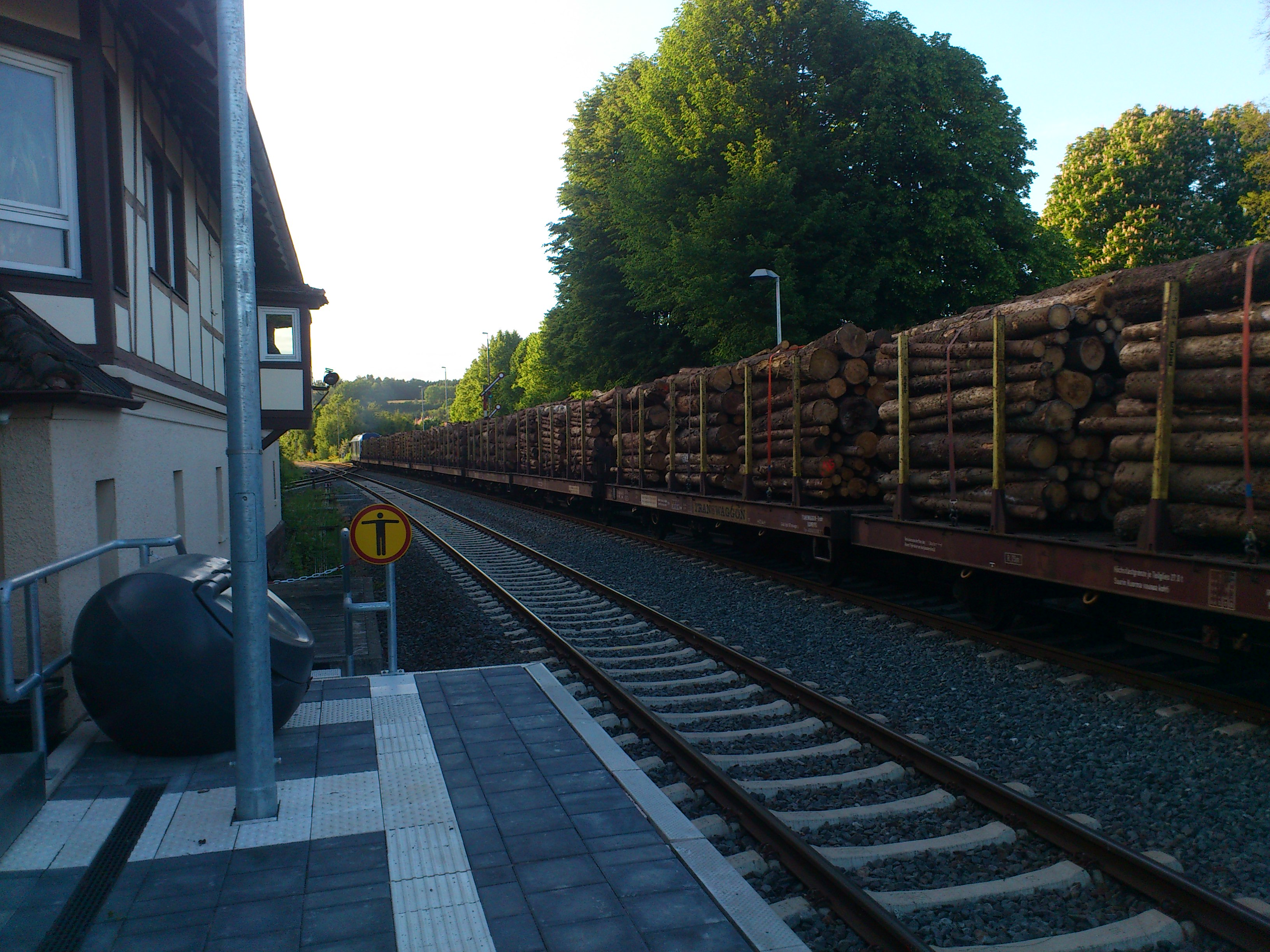
Güterzug mit Harzer Holz, welches in Herzberg verladen wurde (2015)

Das Güterbahnhofsgelände südöstlich des Personenbahnhof wurde weitgehend zurückgebaut. Die Gleise 35 und 37 sind noch vorhanden. Auf ihnen wird Holz aus dem Harz auf entsprechende Züge verladen. Das Gelände befindet sich dafür mittlerweile in Privatbesitz von Holz Reimann. Im November 2017 wurde das schon länger kaum genutzte Gebäude abgerissen, um die Holzverladung zu erleichtern.
Außerdem führte früher im Süden des Bahnhofes noch ein Anschlussgleis auf das Gelände der Pleissner Guss GmbH. Ein Rest davon auf dem Firmengelände von Pleissner lässt sich noch vom Radweg der Duderstädter Straße (L 530) aus besichtigen.

## Verbindungen

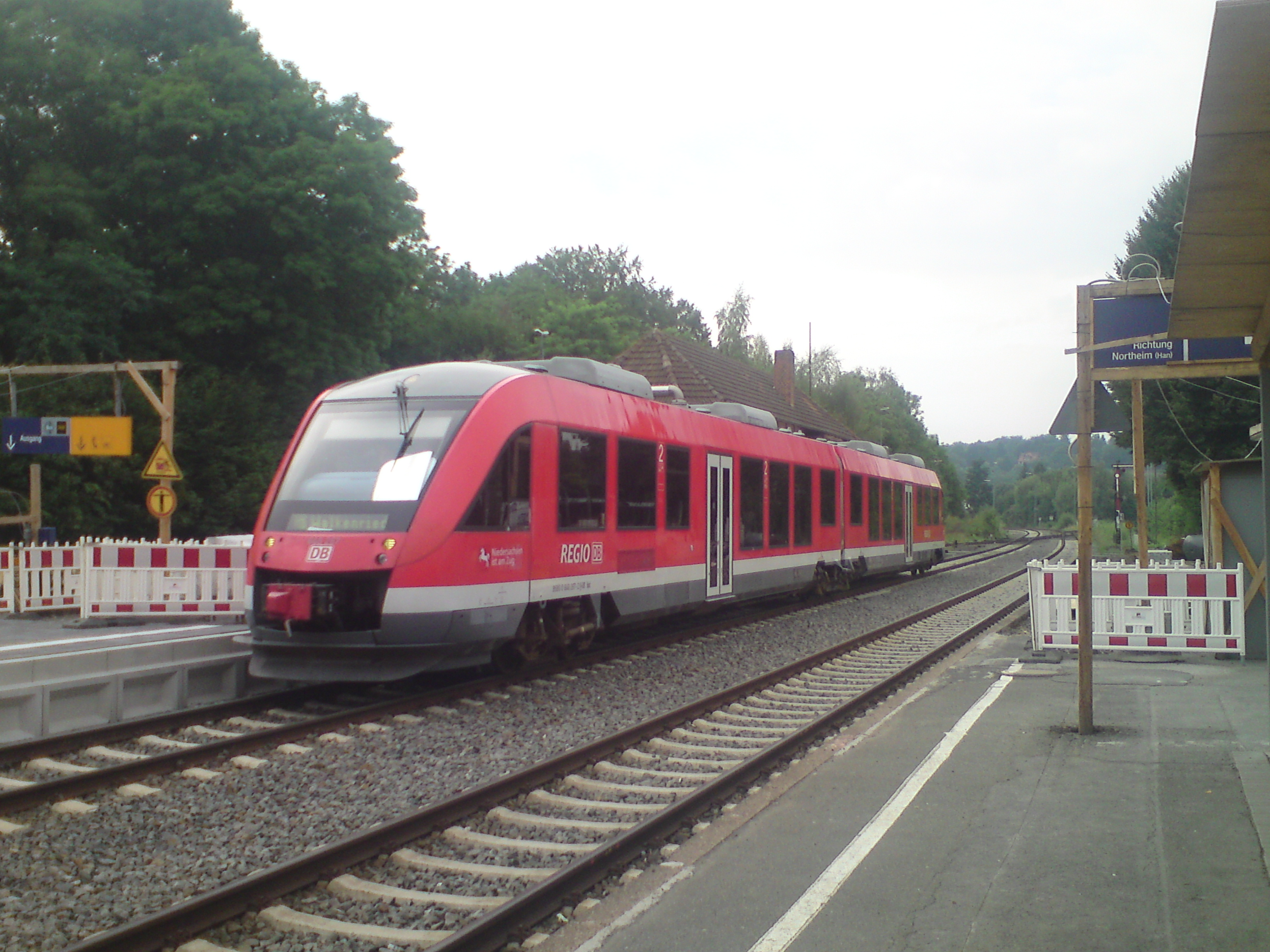
Ein Zug nach Nordhausen fährt ein

Die Südharzstrecke wird seit 2009 im Stundentakt Northeim–Nordhausen und zurück befahren, von Northeim alle zwei Stunden bis und ab Göttingen sowie alle zwei Stunden bis und ab Bodenfelde. Die Westharzstrecke wird heute von Braunschweig über Salzgitter und Seesen nach Herzberg überwiegend im Stundentakt befahren. Es halten werktags rund 63 Regionalbahn-Züge in Herzberg. Auf beiden Strecken werden Lint-Triebwagen der DB Regio eingesetzt.
| Linie                    | Strecke                                                                   | Taktfrequenz    | EVU           |
| ------------------------ | ------------------------------------------------------------------------- | --------------- | ------------- |
| RB 46                    | Herzberg – Seesen – Salzgitter-Ringelheim – Salzgitter-Bad – Braunschweig | Stundentakt     | DB Regio Nord |
| RB 80                    | Nordhausen – Walkenried – Herzberg – Northeim – Göttingen                 | Zweistundentakt | DB Regio Nord |
| RB 80                    | Herzberg – Northeim – Göttingen                                           | Einzelne Züge   | DB Regio Nord |
| RB 81                    | Nordhausen – Walkenried – Herzberg – Northeim – Bodenfelde                | Zweistundentakt | DB Regio Nord |
| RB 81                    | Walkenried – Herzberg – Northeim                                          | Einzelne Züge   | DB Regio Nord |
| Stand: 11. Dezember 2022 |                                                                           |                 |               |

Auch viele Busse aus dem Umland fahren den zentral gelegenen Bahnhof an.
| Linie   | Strecke                                                   | Taktfrequenz                                       | Betreiber    |
| ------- | --------------------------------------------------------- | -------------------------------------------------- | ------------ |
| VSN 450 | St. Andreasberg–Bad Lauterberg–Barbis–Scharzfeld–Herzberg | Zweistundentakt                                    | RBB          |
| VSN 450 | Bad Lauterberg–Barbis–Scharzfeld–Herzberg                 | Zweistundentakt                                    | RBB          |
| VSN 451 | Herzberg–Lonau–Sieber–Herzberg                            | Stundentakt (werktags) Einzelne Fahrten (samstags) | RBB          |
| VSN 453 | Wulften–Hattorf–Elbingerode–Hörden–Herzberg               | Stundentakt (werktags) Einzelne Fahrten (samstags) | RBB          |
| VSN 454 | Rhumspringe–Pöhlde–Herzberg                               | Einzelne Fahrten                                   | RBB          |
| VSN 454 | Pöhlde–Herzberg                                           | Stundentakt (werktags) Einzelne Fahrten (samstags) | RBB          |
| VSN 459 | Herzberg (Stadtverkehr)                                   | Stunden-/Zweistundentakt                           | Steffanowski |

In Herzberg konnte bereits ein integraler Taktfahrplan etabliert werden. Die Symmetrieminute liegt etwa kurz vor der halben Stunde. Ohne Verspätungen läuft es generell folgendermaßen ab:
- Zur 20. Minute fährt die Regionalbahn 46 aus Braunschweig ein.
- Zur 24. Minute fährt entweder die RB 81 oder die RB 80 aus Nordhausen ein.
- Zur 26. Minute fährt die RB 80/81 wieder Richtung Göttingen/Bodenfelde aus.
- Die Züge der RB 80/81 begegnen sich nicht im Bahnhof Herzberg, sondern auf der zweigleisigen Südharzstrecke zwischen Herzberg und Hattorf.
- Zur 29. Minute fährt die entweder die RB 81 aus Bodenfelde oder die RB 80 aus Göttingen ein.
- Zur 30. Minute fährt die RB 80/81 wieder Richtung Nordhausen aus.
- Zur 34. Minute fährt die RB 46 wieder Richtung Braunschweig aus.

Parallel dazu fahren auch die Buslinien den Bahnhof im gleichen Zeitraum an.

### Früheres Zugangebot
In der Vergangenheit machten hier auch Fernzüge Station, vor 1945 beispielsweise ein Schnellzug-Paar Münster–Halle, danach verkehrten langlaufende Eilzüge, die teilweise aus Nordrhein-Westfalen kamen, so in den 1980er-Jahren ein Eilzug Bielefeld–Herford–Altenbeken–Ottbergen–Northeim–Herzberg–Scharzfeld–Odertal.
Herzberg war am Morgen des 12. November 1989 Ausgangspunkt des ersten Zuges über die geöffnete innerdeutsche Grenze. Nach der Wende sah die Südharzstrecke durchgehende Eilzüge Köln–Halle.
Noch bis zum 12. Dezember 2004 war Herzberg Endstation der meisten Züge aus Bad Lauterberg, welche über Scharzfeld auf die Südharzstrecke durchgebunden waren. Einige fuhren weiter nach Braunschweig (heutige RB 46).

## Nächste Stationen
- Richtung Northeim (Han): Hattorf (Hp.; ex Bhf.)
- Richtung Nordhausen: Bad Lauterberg-Barbis (Hp.); bis 2005: Scharzfeld (Bhf.); bis 1983: Scharzfeld-West (Hp.)
- Richtung Seesen: Herzberg Schloss (Hp)
- Richtung Siebertal: Siebertal (Gbf.)
- Richtung Bleicherode: Pöhlde (Bhf.)